# Polyplectron bicalcaratum

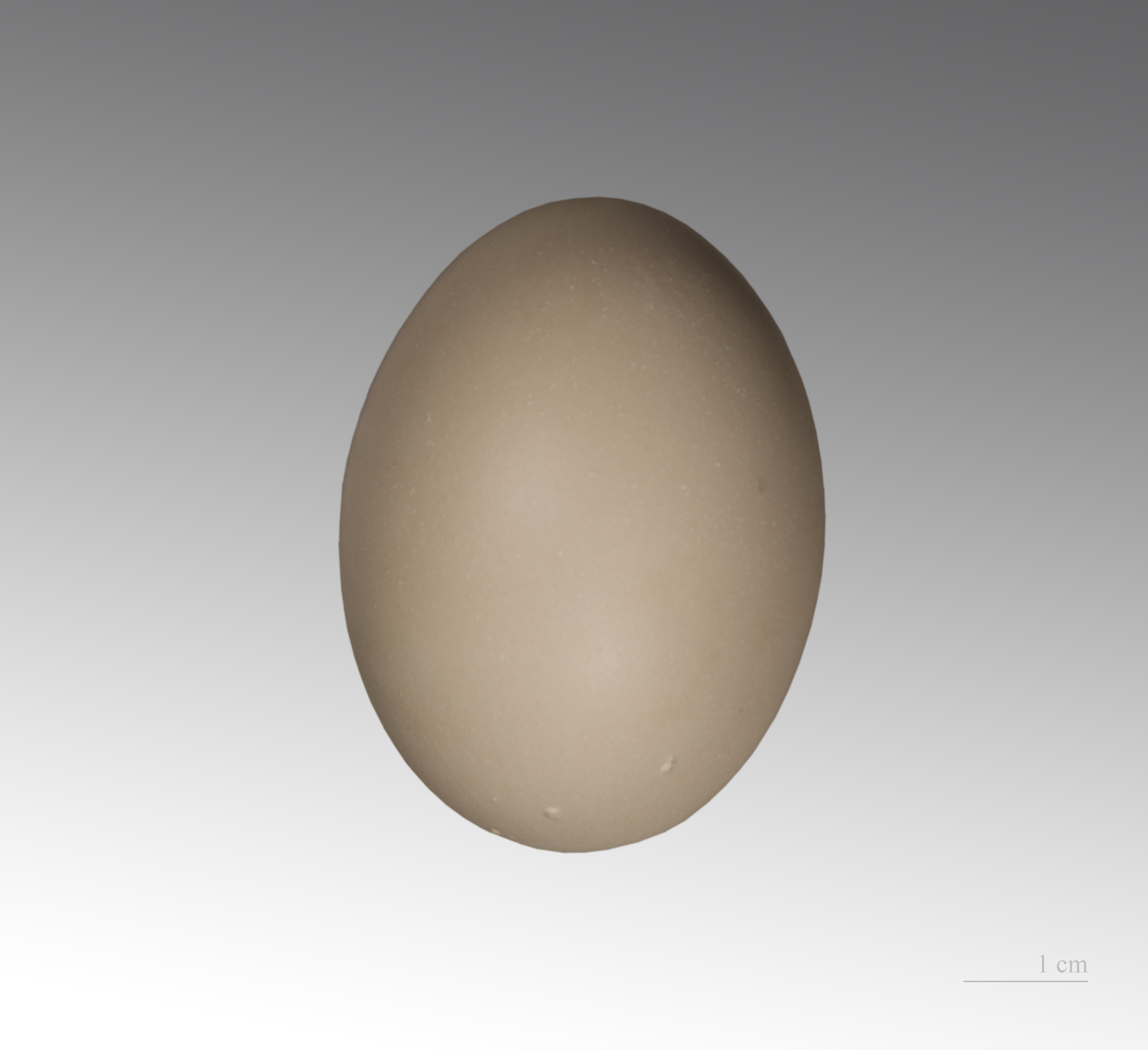
Huevo de Polyplectron bicalcaratum

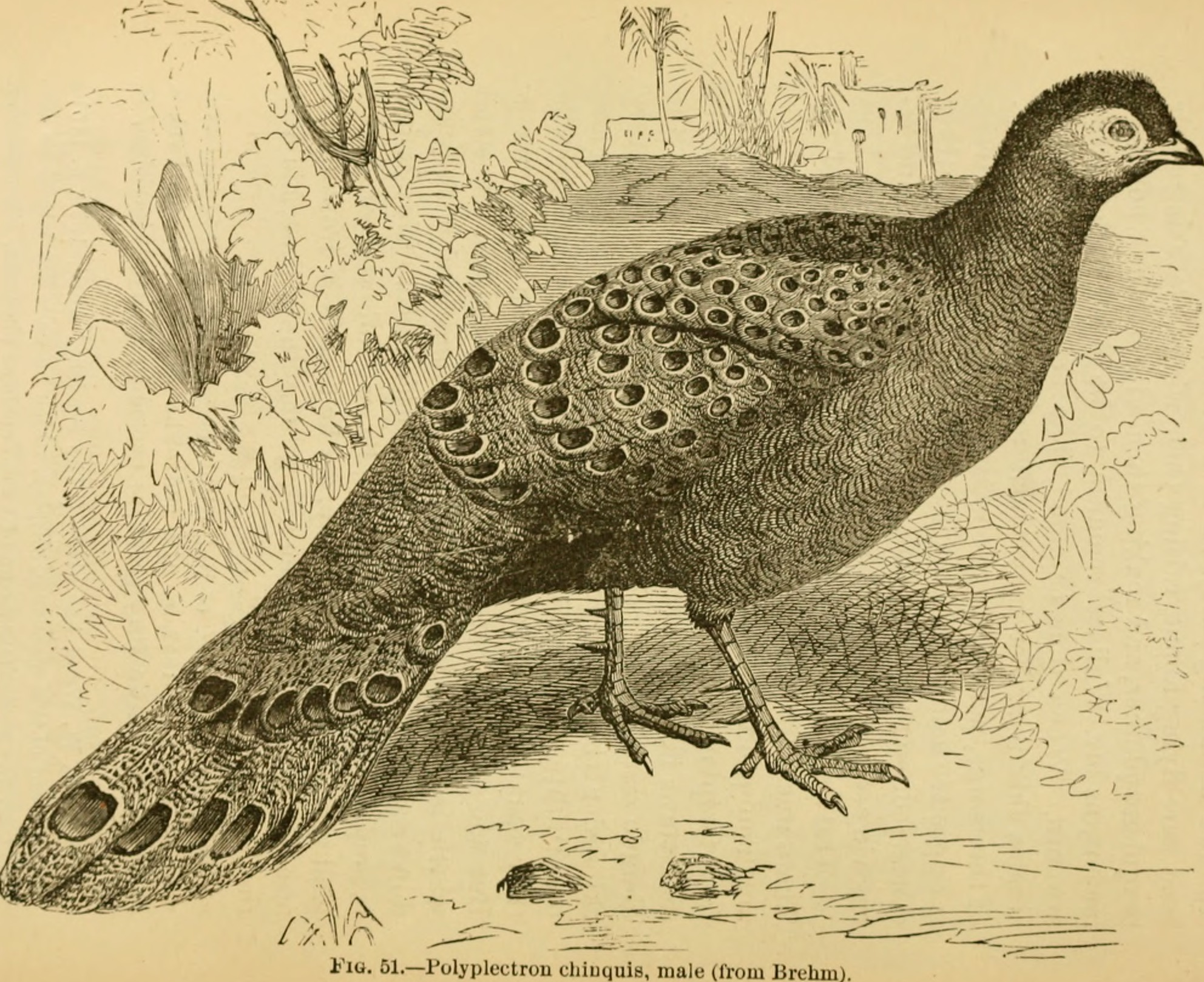
Ilustración de 1871 del P. bicalcaratum

El espolonero chinquis (Polyplectron bicalcaratum) es una especie de ave galliforme familia Phasianidae. Es un ave grande y asustadiza, tiene "manchas oculares" (ocelos) sobre las alas y la cola, el macho violetas y la hembra blancas y negras. Habita en tierras bajas forestales húmedas y en montañas hasta los 1800 m s. n. m. Escarba en el suelo en busca de materia vegetal e insectos.
Es grande, llega a medir 80 cm de longitud, ambos sexos son similares; si bien la hembra es más pequeña y más oscura que el macho. Los jóvenes recuerdan a la hembra.

## Filogenia
Es bastante enigmática. El citocromo b ADN mitocondrial (mtDNA)  y D-loop tanto como el  ADN nuclear ovomucoide intron de datos G, confirman que confirma un clado junto con Polyplectron germaini, pero también con la especie "parda" del sur Polyplectron chalcurum  y Polyplectron inopinatum (Kimball et al. 2001).
Los datos moleculares sugieren que son estrechos parientes —aunque no hay alta confianza estadística— con el faiśan bronceado. Esto es estrictamente correcto por dos razones. 1º), la biogeografía es equívoca acerca del tiempo de divergencia de la especie "parda", tentativamente sugiriendo que el faisán montañés puede ser una más reciente divergencia del stock principal.

## Subespecies
Se reconocen cinco subespecies de Polyplectron bicalcaratum:
- Polyplectron bicalcaratum bakeri - bosques húmedos del NE India y Bután.
- Polyplectron bicalcaratum bailyi - W Assam y zonas adyacente del E del Himalaya.
- Polyplectron bicalcaratum bicalcaratum - NE Assam y Birmania a SW Tailandia y centro de Laos.
- Polyplectron bicalcaratum ghigii - Centro y N Vietnam al E Tonkin y centro de Laos.
- Polyplectron bicalcaratum katsumatae - Hainan (S China).